# PGP/MIME

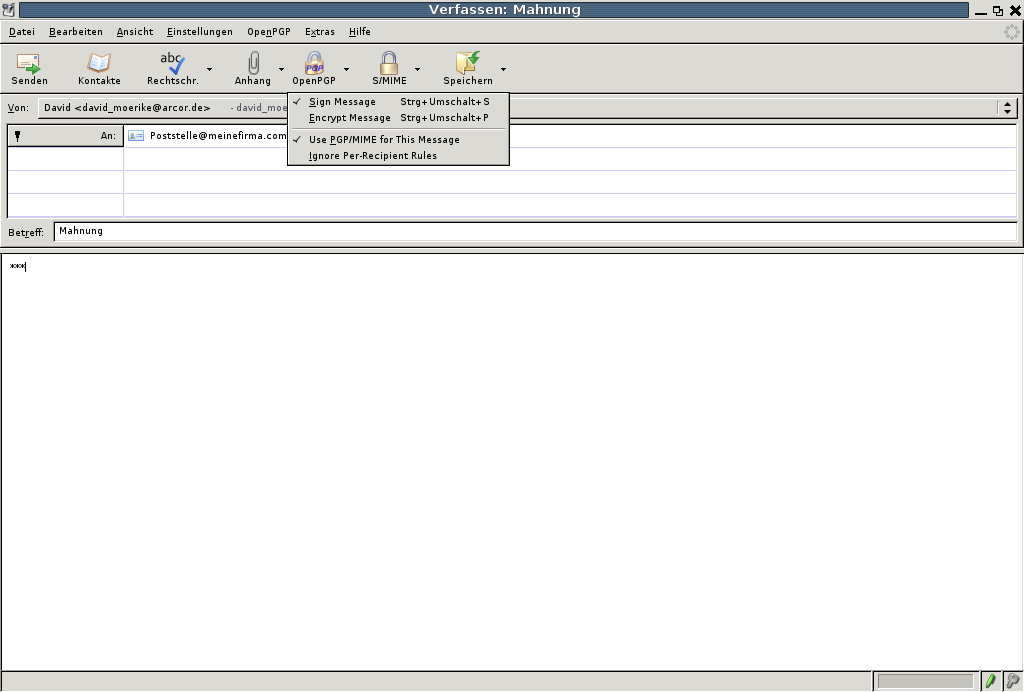
Menu OpenPGP dans Thunderbird.

PGP/MIME est, comme son prédécesseur PGP/Inline, un format d'encodage des courriels utilisé par les clients de messagerie. Les clients qui supportent ce format peuvent manipuler les messages signés et/ou chiffrés avec les logiciels PGP ou GnuPG. Ce format est spécifié par la RFC 3156.
Le format PGP/MIME permet de chiffrer et de signer les pièces jointes. Sans connaissance de la clé de chiffrement privée, il n'est possible ni de savoir si le courriel contient des pièces jointes, ni de savoir la nature de ces pièces jointes.
Le client de messagerie Mozilla Thunderbird supporte ce format depuis 2008, contrairement à d'autres clients mail populaires comme Microsoft Outlook, Outlook Express ou le navigateur Opera. Ces derniers indiquent quand même à l'utilisateur que le mail a été chiffré avec le message : « This is an OpenPGP/MIME encrypted message (RFC 2440 and 3156) ».
En Allemagne, l'Office fédéral de la sécurité des technologies de l'information a créé et maintenu le logiciel Gpg4win, qui permet de chiffrer les mails en utilisant ce format.

## Exemple de mail chiffré
Les données brutes d'un message encodé en PGP/MIME ont le format suivant :
```
Return-Path: <absender@example.org>
Delivered-To: empfaenger@example.com
Received: from mail.example.com (localhost [127.0.0.1])
       by mail.example.com (ExampleMTA) with ESMTP id 776B01A40FA
       for <empfaenger@example.com; Mon, 17 Nov 2008 20:55:02 +0100 (CET)
Message-ID: <77922349882211@example.org>
From: Absender <absender@example.org>
User-Agent: ExampleMUA 1.0
MIME-Version: 1.0
To: Empfaenger <empfaenger@example.com>
Subject: PGP/MIME-Testmail
Content-Type: multipart/encrypted;
 protocol="application/pgp-encrypted";
 boundary="------------24i8m5cu37hapwm904t8v"

This is an OpenPGP/MIME encrypted message (RFC 2440 and 3156)
--------------24i8m5cu37hapwm904t8v
Content-Type: application/pgp-encrypted
Content-Description: PGP/MIME version identification

Version: 1

--------------24i8m5cu37hapwm904t8v
Content-Type: application/octet-stream; name="encrypted.asc"
Content-Description: OpenPGP encrypted message
Content-Disposition: inline; filename="encrypted.asc"

-----BEGIN PGP MESSAGE-----
Version: GnuPG v1.5.0 (GNU/Hurd)

SlCIp2OH5FGLfdWHISzTvSuoPw/e4s8EurdY/rVp4zfJ/kOs6fZadzKqZG7AGWnI
q0Npz0vb11RKAORbVMIf55lRaGIfBA2W+ddV/p17QsSJpOwO4QcnJGLS/aXr1paD
[...]
myL/Id+j96/hOBC1ylhz8EGSNml5GvhrstxHqRftr6S7DwZ/YM44J51kMX1ybYyf
X25sKEqWCr9Y1IiZGWiiA+jNL1+Mdx6l4+KxBbQ/TRiHPik=
=K731
-----END PGP MESSAGE-----

--------------24i8m5cu37hapwm904t8v--

```